# Christoph W. Müller
Christoph Müller (* 2. April 1960 in Herrenberg) ist ein deutscher Chemiker, Strukturbiologe und Molekularbiologe. Seit 2007 ist er Leiter der Computational und Structural Unit am EMBL in Heidelberg.

## Leben und Wirken
Christoph Müller studierte von 1981 bis 1986 an der Albert-Ludwigs-Universität Freiburg in Deutschland und erhielt 1986 seinen Diplom-Chemiker-Abschluss. Von 1986 bis 1991 war Müller dort als Doktorand in der Arbeitsgruppe von Georg E. Schulz tätig und wurde 1991 zum Doktor der Naturwissenschaften (Dr. rer. nat.) promoviert. Das Thema seiner Dissertation war die Struktur der Adenylatkinase von Escherichia coli vom Wildtyp und bei Mutanten. Dies waren wichtige Bausteine im Bereich der Röntgenkristallographie. Anschließend begann Müller seine postdoktorale Forschung an den Universitäten in Freiburg und der Harvard University in Cambridge in den USA. Dort forschte er in der Arbeitsgruppe von Stephen C. Harrison. Von 1995 bis 2000 war Müller Arbeitsgruppenleiter am Europäischen Laboratorium für Molekularbiologie (EMBL) in Grenoble in Frankreich tätig. Müller beschäftigte sich in dieser Zeit vor allem auf dem Gebiet der Strukturbiologie der RNA-Polymerase, mit der Struktur der Transkriptionsfaktoren und der Regulierung von Transkriptionsmechanismen. 1997 habilitierte Müller an der Universität Joseph Fourier in Grenoble. Von 2000 bis 2007 war er dort Senior Scientist und Stellvertretender Leiter des EMBL. Im Jahr 2005 wurde Müller zum Mitglied der European Molecular Biology Organisation (EMBO) gewählt. Im Jahr 2007 kehrte Müller als Leiter der „Structural and Computational Biology Unit“ am EMBL in Heidelberg nach Deutschland zurück. 
Im Jahr 2018 wurde er zum Mitglied der Academia Europaea gewählt. Seit 2019 ist Müller Mitglied des europaweit staatlich geförderten Instruct-ERIC-Rats. Durch seinen Einsatz öffnete 2022 das Imaging Center in Heidelberg, das zwei Kryo-Elektronen-Mikroskope beherbergt, die weltweit zu den modernsten Mikroskopen gehören.

## Auszeichnungen
Im Jahr 2003 wurde Müller mit dem Steinhofer-Preis der Steinhofer-Stiftung für seine herausragende Forschungsarbeit geehrt. Im Jahr 2013 erhielt er den Forschungspreis des Europäischen Forschungsrats.

## Ausgewählte Publikationen
- Christoph W Müller, Félix A Rey, Mikiko Sodeoka, Gregory L Verdine, Stephen C Harrison: Structure of the NF-κB p50 homodimer bound to DNA. In: Nature, Volume 373, Issue 6512, 1995/1/26, doi:10.1038/373311a0[9]
- Stefan Becker, Bernd Groner, Christoph W. Müller: Three-dimensional structure of the Stat3β homodimer bound to DNA. In: Nature. Band 394, Nr. 6689, Juli 1998, S. 145–151, doi:10.1038/28101. Siehe auch bei EuropePMC.[10]

- Gino Cingolani, Carlo Petosa, Karsten Weis, Christoph W Müller. Structure of importin-β bound to the IBB domain of importin-α. Nature 399, 221–229 (1999). doi.org/10.1038/20367[11]
- Christoph W Müller, Bernhard G Herrmann, Crystallographic structure of the T domain–DNA complex of the Brachyury transcription factor, Nature, Band 389, S.: 884-888, 1997/10/23, doi.org/10.1038/39929[12]
- Herman K. H. Fung, Yuki Hayashi, Veijo T. Salo, Anastasiia Babenko, Ievgeniia Zagoriy, Andreas Brunner, Jan Ellenberg, Christoph W. Müller, Sara Cuylen-Haering, Julia Mahamid: Genetically encoded multimeric tags for subcellular protein localization in cryo-EM. In: Nature Methods. Band 20, Nr. 12, Dezember 2023, S. 1900–1908, doi:10.1038/s41592-023-02053-0, PMID 37932397, PMC 10703698 (freier Volltext).
- Wolfram Seifert-Davila, Mathias Girbig, Luis Hauptmann, Thomas Hoffmann, Sebastian Eustermann, Christoph W. Müller: Structural insights into human TFIIIC promoter recognition. In: Science Advances. Band 9, Nr. 27, 7. Juli 2023, doi:10.1126/sciadv.adh2019.
- Angus I. Lamond, Ivan Dikic, Andre Nussenzweig, Christoph W. Müller, Janet M. Thornton, Michael B. Yaffe: The mission to ensure continued funding for excellent basic research. In: EMBO reports. Band 24, Nr. 7, 5. Juli 2023, doi:10.15252/embr.202357498.
- Xiaojie Zhang, Sindhuja Sridharan, Ievgeniia Zagoriy, Christina Eugster Oegema, Cyan Ching, Tim Pflaesterer, Herman K.H. Fung, Isabelle Becher, Ina Poser, Christoph W. Müller, Anthony A. Hyman, Mikhail M. Savitski, Julia Mahamid: Molecular mechanisms of stress-induced reactivation in mumps virus condensates. In: Cell. Band 186, Nr. 9, April 2023, S. 1877–1894.e27, doi:10.1016/j.cell.2023.03.015.
- Herman K. H. Fung, Yuki Hayashi, Veijo T. Salo, Anastasiia Babenko, Ievgeniia Zagoriy, Andreas Brunner, Jan Ellenberg, Christoph W. Müller, Sara Cuylen-Haering, Julia Mahamid: Genetically encoded multimeric tags for intracellular protein localisation in cryo-EM. Cell Biology, 10. Dezember 2022, doi:10.1101/2022.12.10.519870.
- Mathias Girbig, Juanjuan Xie, Helga Grötsch, Domenico Libri, Odil Porrua, Christoph W. Müller: Architecture of the yeast Pol III pre-termination complex and pausing mechanism on poly(dT) termination signals. In: Cell Reports. Band 40, Nr. 10, September 2022, S. 111316, doi:10.1016/j.celrep.2022.111316.
- Juanjuan Xie, Umberto Aiello, Yves Clement, Nouhou Haidara, Mathias Girbig, Jana Schmitzova, Vladimir Pena, Christoph W. Müller, Domenico Libri, Odil Porrua: An integrated model for termination of RNA polymerase III transcription. In: Science Advances. Band 8, Nr. 28, 15. Juli 2022, doi:10.1126/sciadv.abm9875.